# 瓦努阿圖體育與國家奧林匹克委員會
瓦努阿圖體育與國家奧林匹克委員會（Vanuatu Association of Sports and National Olympic Committee）是瓦努阿圖的體育部門及國家奧林匹克委員會。該組織成立於1987年，是國際奧委會和大洋洲國家奧林匹克委員會的成員。1988年，首次派員參加在南韓漢城舉辦的夏季奧運會。
現時，瓦努阿圖體育與國家奧林匹克委員會的總部設在維拉港，主席是Mr Antoine Boudier。

## 資料來源
1. ↑  .   [2014-03-21]. （原始内容存档于2009-02-20）.